# Paul Léautaud

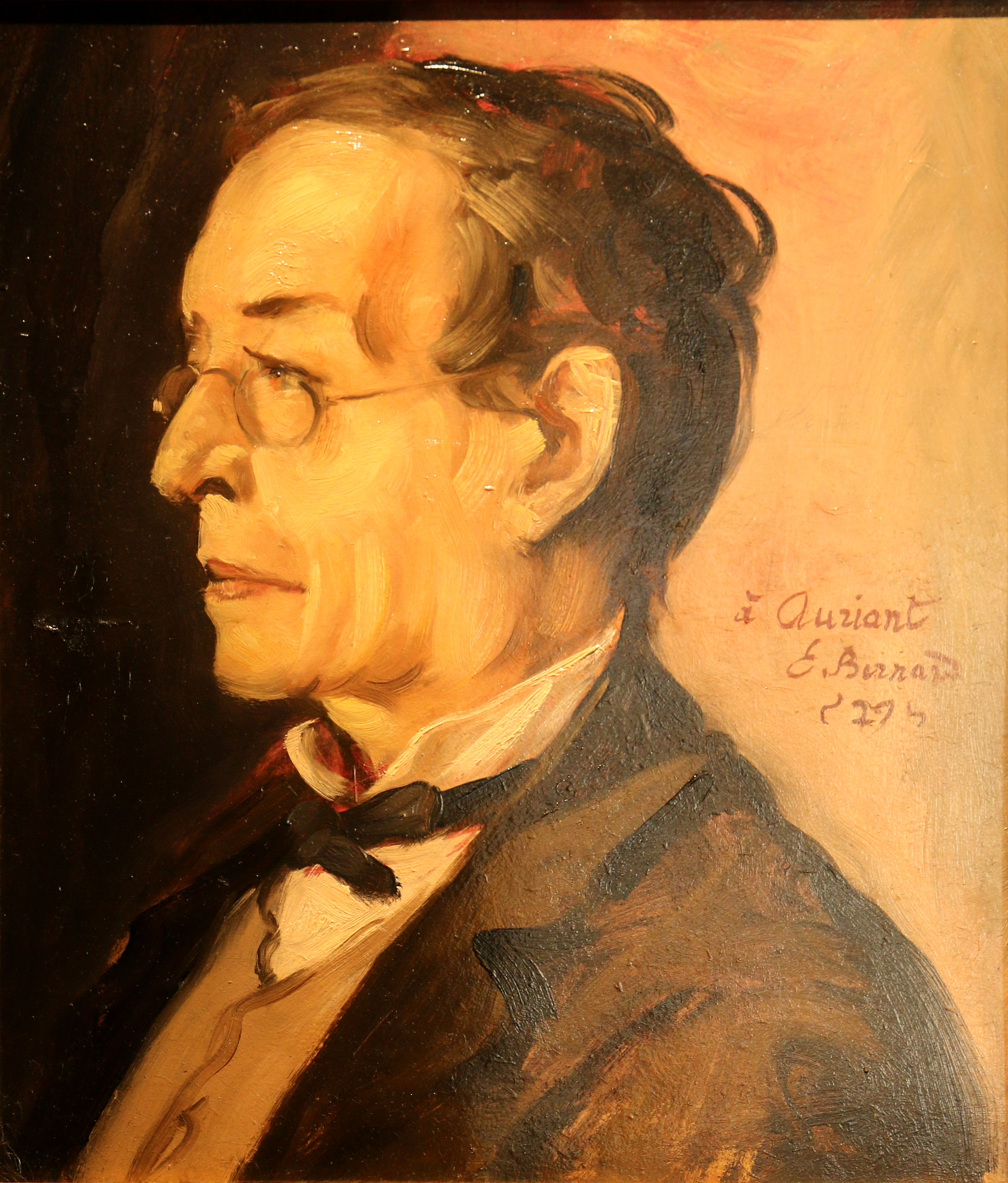
Léautaud en 1929, por Emile Bernard.

Paul Léautaud (París, 18 de enero de 1872 - Ibídem, 22 de febrero de 1956) fue un escritor y crítico teatral francés que trabajó casi toda su vida para la revista literaria Mercure de France. Firmaba sus —a menudo cáusticas— reseñas con el seudónimo de Maurice Boissard. Según él mismo declaró, sus maestros fueron Saint Simon, Molière, La Rochefoucauld, Diderot, Voltaire, Stendhal y Chamfort. Escribió su novela Amores en 1906, pero la obra más conocida es su monumental Diario literario, publicado en Francia en diecinueve volúmenes.

## Biografía
Nació en París y fue abandonado por su madre, cantante de opereta, poco después de su nacimiento. Su padre, Firmin Léautaud, que lo crio a regañadientes, fue actor y luego apuntador en la Comédie-Française, y por ello Paul se familiarizó ya en sus primeros años con el mundo de la escena. Estas experiencias iniciales marcaron sus primeras obras: Le petit ami (1903), In memoriam (1905) y Amours (1906). El premio Goncourt se le negó por motivos de inmoralidad en dos ocasiones. Fue un gran misántropo que adoraba a los gatos; llegó a mantener a más de cincuenta en su casa. Según el gran diarista peruano Julio Ramón Ribeyro, «sería necesario leer cada mañana, antes de empezar el día, un par de páginas del diario de Paul Léautaud, a fin de afrontar la vida sin ninguna pretensión, ni énfasis, ni ilusión». En su madurez vivió sobre todo de sus colaboraciones en prensa sobre literatura y teatro, y ya en la vejez «con su aspecto de clochard presocrático, Léautaud vivió una breve popularidad gracias a unas entrevistas radiofónicas en las que se despachó a gusto contra todo. Después vino el mito, un mito secreto cuyo vigor literario empequeñece mucha de la actual “autoficción” que pasa por revolucionaria». 

Lunes, 11 de noviembre [de 1918].- Cuando llegué esta mañana al Mercure, Vallette me da a conocer la muerte de Apollinaire, ocurrida el sábado, anteayer, a las seis de la tarde, después de una semana de enfermedad. Gripe intestinal complicada con una congestión pulmonar. Me he quedado aterrorizado. Pierdo a un amigo al que adoraba, como hombre y como escritor. Estaba destinado a ser alguien importante. Yo vi pronto en él al verdadero poeta, extremadamente singular, evocador, con La canción del mal amado, que hice aceptar en el Mercure sin la lectura habitual, hace algunos años. [...] Le pregunté por qué no enviaba algo al Mercure. Me respondió que había enviado unos versos hacía bastante tiempo, pero no tenía noticias. Al día siguiente por la mañana tuve el placer de dárselas. Debí de anotarlo en su momento. Hace cinco o seis días lo hablábamos y él me reconocía que yo no había esperado a que él tuviese una pequeña reputación para reconocer su talento.

## Semblanzas del autor
Según la escritora inglesa Nancy Mitford, Léautaud fue un crítico literario y diarista excéntrico que decía que amaba a los gatos y perros más que a las personas, que vivió nada más que de patatas y queso durante ocho años y que nunca viajó más allá de Calais.
La canadiense afincada en Francia Mavis Gallant lo describió a su vez en sus Paris Notebooks (Toronto: Stoddart, 1988): 

Era malo, calumniador y cruel, aunque también podía mostrar generosidad y gran delicadeza en sus juicios. Incluso en su vertiente más cáustica se transparentaba una sencillez y una ausencia de vanidad raras en un escritor. Hablaba de la muerte y el amor, de autores y actores, de París y la poesía, sin divagaciones, sin visos éticos, sin rastro de amargura por haberle tocado vivir en tiempos difíciles. Siempre lo mantuvo firme, sin él saberlo, el rechazo francés a aceptar la pobreza como signo de fracaso en un artista. Léautaud, en el fondo, todavía tenía sus credenciales. Su monumental Journal Littéraire, que anotó durante más de cincuenta años, puede definirse sin exageración como el mayor estudio de carácter jamás escrito.
Mavis Gallant, pág. 143.

Nunca toleró ninguna forma de grandilocuencia en lo que respecta a la escritura, y términos como «inspiración» fueron evitados cuidadosamente por él: «Cuando contemplo la agonía de mi padre y escribo sobre su muerte, no estoy inspirado, estoy describiendo». Al preguntársele por qué había asistido a la terrible muerte de su padre junto a su cabecera, dijo: «Era sólo curiosidad. Cu-ri-o-si-dad». (pág. 145). Odiaba la pomposa declamación de la Comédie Française y no dudaba en criticarla acerbamente. Si no se apercibían de su protesta, simplemente se iba a dormir. Cuando admiraba de verdad una obra, simplemente lo dejaba estar, y de resultas de ello, las mejores producciones ni fueron mencionadas por él. (pág. 146-7)
Trabajó para Mercure de France durante la mayor parte de su vida. Solo una vez había pensado en despedirse, y eso fue en 1936, cuando Georges Duhamel se convirtió en director y cometió varios actos sacrílegos: se deshizo de las lámparas de gas y cableó las oficinas para habilitar la luz eléctrica; además instaló un teléfono, una máquina de escribir y contrató a una secretaria. Léautaud, que prefería la luz de las velas a cualquier otro, se molestó por las reformas: «¿Por qué cambiar algo que me conviene como está?». (pág. 147-8) Durante una entrevista para la radio, comentó que siempre había querido un par de pantalones a cuadros. Un muchacho escribió de inmediato, afirmando que su padre, un sastre, se alegraría de hacérselos gratis. Léautaud lo tomó como un insulto y, en directo, rugió: «¿Es que estas personas piensan que yo ando desnudo por ahí?». (pág. 148) Lo que él mismo afirmó que proferiría antes de morir era: «Me arrepiento de todo». Pero sus últimas palabras fueron más propias de su idiosincrasia: «Dejadme en paz». (pág. 151)
Según el escritor español Juan Bonilla, «en 1950 Paul Léautaud ya era una reliquia de la literatura francesa, una especie de memoria andante del que se sabía que guardaba en sus cajones decenas de cuadernos con su diario, pero nadie parecía interesado en que aquella prosa saliera a la intemperie. Había publicado algunos libros con diversa suerte: ya no era literatura, era más bien meteorología, algo que acontece y puede ser predicho sin entera seguridad. De sus libros, a veces recopilaciones de los textos que escribía desde que era chaval en el Mercure de France, a veces compilaciones de aforismos, destacaban las memoirs pero tampoco nadie las citaba si había que confeccionar una lista de lo que Francia le había dado al mundo en el sigo XX. Su nombre no aparecía en ninguna alineación donde estuviera de portero Camus, de defensa Sartre, de ariete Drieu La Rochelle, y armando jarana en el centro del campo Breton, Éluard. (El capitán del equipo era siempre Proust, claro)».
En la única edición de su Diario literario publicada en español (Ediciones Fuentetaja, Madrid, 2016), el escritor italiano Roberto Calasso sostiene reivindicativamente: «Circula una opinión injusta sobre Léautaud: que es un petit maître, vinculado por completo a un mundo desaparecido, y por ello irrelevante en una época como la nuestra, deseosa de administrar el cosmos. Me gustaría proponer otra definición: Gran Maestro de las Cosas Pequeñas (o, mejor dicho, de las Cosas Próximas, o de aquellas que, por lo menos, se presentan burlonamente como tales). Entre tantos Pequeños Administradores de las Cosas Grandes y Lejanas, es lógico que Léautaud fuera marginado; él, que en ochenta años nunca llegó más lejos que a Calais, abandonando de mala gana por unos pocos días ese olor penetrante de París que impregna su prosa».

## Obras

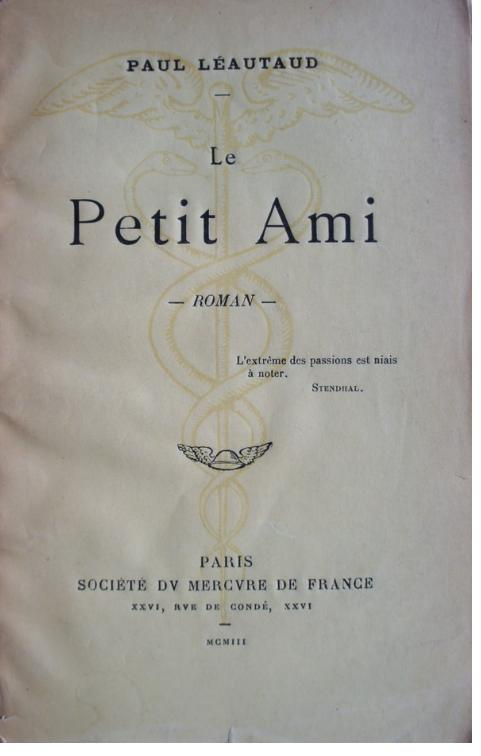
La novela Le Petit Ami, de 1903, edición de Mercure de France, fue la primera obra que firmó con su propio nombre.

- 1900: Poètes d'Aujourd'hui [1880-1900], morceaux choisis accompagnés de notices biographiques et d'un essai de bibliographie,[8] con Adolphe van Bever, Mercure de France:
  - Edición original (1900):

Henri Barbusse - Henri Bataille - Tristan Corbière - André Fontainas - Paul Fort - René Ghil - Fernand Gregh - Charles Guérin - André-Ferdinand Hérold - Francis Jammes - Gustave Kahn - Jules Laforgue - Raymond de la Tailhède - Pierre Louÿs - Maurice Maeterlinck - Maurice Magre - Stéphane Mallarmé - Camille Mauclair - Stuart Merrill - Robert de Montesquiou - Jean Moréas - Pierre Quillard - Henri de Régnier  - Adolphe Retté - Jean-Arthur Rimbaud - Georges Rodenbach - Albert Samain - Emmanuel Signoret - Laurent Tailhade - Paul Valéry - Émile Verhaeren - Paul Verlaine - Francis Vielé-Griffin
- - Poetas en la segunda edición (1908)

Volumen I: Henri Barbusse, Henri Bataille, Tristan Corbière, Lucie Delarue-Mardrus, Émile Despax, Max Elskamp, André Fontainas, Paul Fort, René Ghil, Remy de Gourmont, Fernand Gregh, Charles Guérin, A.-F. Hérold, Gérard d'Houville, Francis Jammes, Gustave Kahn, Jules Laforgue, Léo Larguier, Raymond de La Tailhède, Louis Le Cardonnel, Sébastien-Charles Leconte, Grégoire Le Roy, Jean Lorrain, Pierre Louÿs, Maurice Maeterlinck, Maurice Magre, Stéphane Mallarmé
Volume II: Camille Mauclair, Stuart Merrill, Éphraïm Mikhaël - Albert Mockel, Robert de Montesquiou, Jean Moréas, Comtesse Mathieu de Noailles, Pierre Quillard, Ernest Raynaud, Henri de Régnier, Adolphe Retté, Jean-Arthur Rimbaud, Georges Rodenbach, Paul-Napoléon Roinard, Saint-Pol Roux, Albert Samain, Fernand Séverin, Emmanuel Signoret, Paul Souchon, Henri Spiess, Laurent Tailhade, Paul Valéry, Charles Van Lerberghe, Emile Verhaeren, Paul Verlaine, Francis Vielé-Griffin
- - Poetas en la tercera edición (1929):

Volumen I: Guillaume Apollinaire, Henri Barbusse, Henry Bataille, André Castagnou, Jean Cocteau, Tristan Corbière, Guy-Charles Cros, Lucie Delarue-Mardrus, Tristan Derème, Charles Derennes, Emile Despax, Léon Deubel, Alfred Droin, Georges Duhamel, Édouard Dujardin, Max Elskamp, Fagus, André Fontainas, Paul Fort, René Ghil, Remy de Gourmont, Fernand Gregh, Charles Guérin.
Volumen II: A.-Ferdinand Hérold, Gérard d'Houville, Francis Jammes, Gustave Kahn, Tristan Klingsor, Jules Laforgue, Léo Larguier, Raymond de La Tailhède, Philéas Lebesgue, Louis Le Cardonnel, Sébastien-Charles Leconte, Grégoire Le Roy, Jean Lorrain, Pierre Louÿs, Maurice Maeterlinck, Maurice Magre, Stéphane Mallarmé, Louis Mandrin, Camille Mauclair, Stuart Merrill, Ephraïm Mikhaël, Albert Mockel, Robert de Montesquiou, Jean Moréas, Comtesse Mathieu de Noailles.
Volumen III: François Porché, Pierre Quillard, Ernest Raynaud, Henri de Régnier, Adolphe Retté, Arthur Rimbaud, Georges Rodenbach, P.-N. Roinard, Jules Romains, Saint-Pol-Roux, André Salmon, Albert Samain, Cécile Sauvage, Fernand Séverin, Emmanuel Signoret, Paul Souchon, Henri Spiess, André Spire, Laurent Tailhade, Touny-Léris, Paul Valéry, Charles Van Lerberghe, Emile Verhaeren, Paul Verlaine, Francis Vielé-Griffin.
- 1903: Le Petit Ami,[10] Société du Mercure de France
- 1926: Le Théâtre de Maurice Boissard : 1907-1923
- 1928: Passe-Temps, Mercure de France
- 1942: Notes retrouvées (Imprimerie de Jacques Haumont, París) : « Lundi 25 août 1941. En triant de vieux papiers, je retrouve une série de notes que j'avais bien oubliées. Je ne sais plus si je les ai utilisées, ni si elles se trouvent à leur place dans mon "Journal". Je les regroupe ici par ordre de dates (de 1927 à 1934). »
- 1943: Le Théâtre de Maurice Boissard - 1907-1923 - avec un supplément
- 1945: Marly-le-Roy et environs, Éditions du Bélier
- 1951: Entretiens avec Robert Mallet, Gallimard
- 1954 a 1966: Journal littéraire 19 volumes
- 1956: In Memoriam
- 1956: Lettres à ma mère, Mercure de France
- 1956: Le Fléau. Journal particulier 1917-1930, Mercure de France
- 1958: Amours
- 1958: Le Théâtre de Maurice Boissard : 1915-1941 (tome 2)
- 1959: Bestiaire, Grasset
- 1963: Poésies
- 1964: Le Petit ouvrage inachevé
- 1966: Lettres à Marie Dormoy, Éditions Albin Michel, réimprimé en 1988.
- 1968: Journal littéraire, Choix par Pascal Pia et Maurice Guyot
- 1986: Journal particulier 1933, présenté  par Edith Silve, Mercure de France
- 2001: Correspondance de Paul Léautaud. Tome 1, 1878-1928 recueillie par Marie Dormoy
- 2001: Correspondance de Paul Léautaud. Tome 2, 1929-1956 recueillie par Marie Dormoy
- 2004: Chronique poétique, Éditions Sigalla
- 2012: Journal particulier 1935, présenté par Edith Silve, Mercure de France.

## Obras en español
- Amores, traducción de Josep Elias. México: Premiá Editorial. 1977.